# Wit muizenoortje
Het wit muizenoortje (Leucophytia bidentata, synoniem Auriculinella bidentata) is een slakkensoort uit de familie van de Ellobiidae. De wetenschappelijke naam van de soort werd in 1808 voor het eerst geldig gepubliceerd door George Montagu.